# Коллекция Дэвиса
Коллекция Дэвиса — коллекция фискальных марок Ливии с 1955 года по 1969 год, сформированная из материалов архива компании «Брэдбери Уилкинсон» и подаренная Филателистическим коллекциям Британской библиотеки Джоном Невиллом Дэвисом (John Neville Davies) в 1992 году.

## Джон Дэвис
Джон Дэвис (род. 1935) утверждал, что начал коллекционировать марки 2 сентября 1940 года, когда его мать оплатила счёт на 2 фунта стерлингов и получила квитанцию с маркой из серии того же года выпуска, посвящённой столетию британской почты, на которой были изображены королева Виктория и Георг VI. Эта марка предназначалась для уплаты действовавшего в то время налога на квитанции и поэтому была использована в качестве фискальной марки.
Дэвис заинтересовался ливийскими марками во время прохождения службы в армии в Ливии с 1954 года по 1956 год, хотя в то время приобрёл мало филателистических материалов. С 1956 года он смог расширить свою коллекцию, покупая материалы по истории почты Ливии и ливийские почтовые марки, которые больше никому не были интересны. В некоторых случаях ему удалось скупить почти все запасы ливийских марок у таких дилеров, как Урч Харрис (Urch Harris) и Прауд Бейли, у которых не было других покупателей на эти материалы. Он уволился из армии в 1963 году и впоследствии работал в Британском почтовом ведомстве (1967—1986) в Управлении главного бухгалтера-контролера и в Национальном почтовом музее. В 1986 году он стал куратором Британской библиотеки, где был помощником Дэвида Бича (David Beech). Он вышел на пенсию в 1993 году. Дэвис — бывший член Королевского филателистического общества Лондона.

## Коллекция
В 1991 году типография «Брэдбери Уилкинсон» продала часть своего архива, включая фискальные марки, выпущенные для правительства Ливии в период с 1955 года по 1969 год. Вся эта часть архива целиком была приобретена лично Джоном Дэвисом. Архив находился в плохом состоянии и требовал масштабных реставрационных работ.
Материалы, приобретённые Дэвисом, состояли исключительно из архивных копий окончательных выпущенных фискальных марок, изготовленных компанией Bradbury Wilkinson в период Королевства Ливия. Большинство марок предназначались для уплаты консульских сборов, все они были с клеевым слоем и негашеные. Все марки были в полных марочных листах 10 x 10, хотя некоторые из них частично отделились из-за неправильного хранения. В этом архив не входили пробные марки, эссе, образцы или аналогичные материалы, а также материалы, относящиеся к периоду после Ливийской революции 1969 года.
В 1992 году Дэвис передал в дар Британской библиотеке горизонтальные полоски по пять марок каждой марки. Остальная часть архива осталась у Дэвиса, и по состоянию на июль 2011 года ни одна марка из него не была продана. О негашеных экземплярах марок из архива не сообщалось, и ни одна из них не должна быть доступна на филателистическом рынке. Единственные известные негашеные экземпляры находятся в коллекции Британской библиотеки, а также хранятся лично у Дэвиса.
На марках имеются номера заявок (заказов) на полях марочных листов, но тираж ни одной напечатанной марки неизвестен, так как журналы заявок компании «Брэдбери Уилкинсон» с этими сведениями отсутствуют.